# Секундант

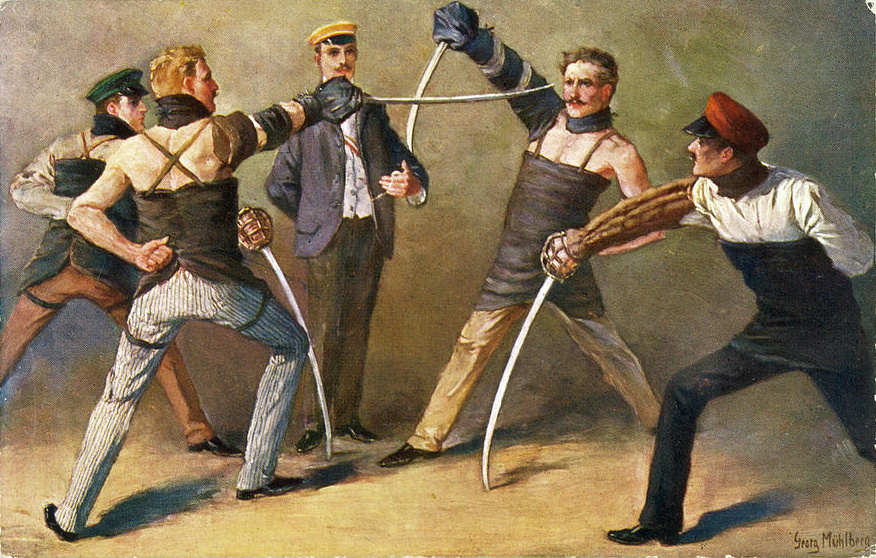
Дуэль на саблях между германскими студентами в 1900-х годах. Юноши, держащие сабли вниз — секунданты, а человек с часами — арбитр

Секундант (лат. secundans — сопровождающий) — свидетель, посредник и помощник, иногда выступающий в роли судьи, сопровождающий участников состязаний, например дуэлянтов или соперников по спортивным соревнованиям (бокс, шахматы, шашки, фехтование, армейский рукопашный бой).